# Shouldham
Shouldham är en ort och civil parish i Storbritannien.   Den ligger i grevskapet Norfolk och riksdelen England, i den sydöstra delen av landet, 130 km norr om huvudstaden London. Shouldham ligger 15 meter över havet och antalet invånare är 608.
Terrängen runt Shouldham är platt. Runt Shouldham är det ganska tätbefolkat, med 93 invånare per kvadratkilometer. Närmaste större samhälle är King's Lynn, 12,2 km norr om Shouldham. Trakten runt Shouldham består till största delen av jordbruksmark.